# Диво-жінка (фільм)

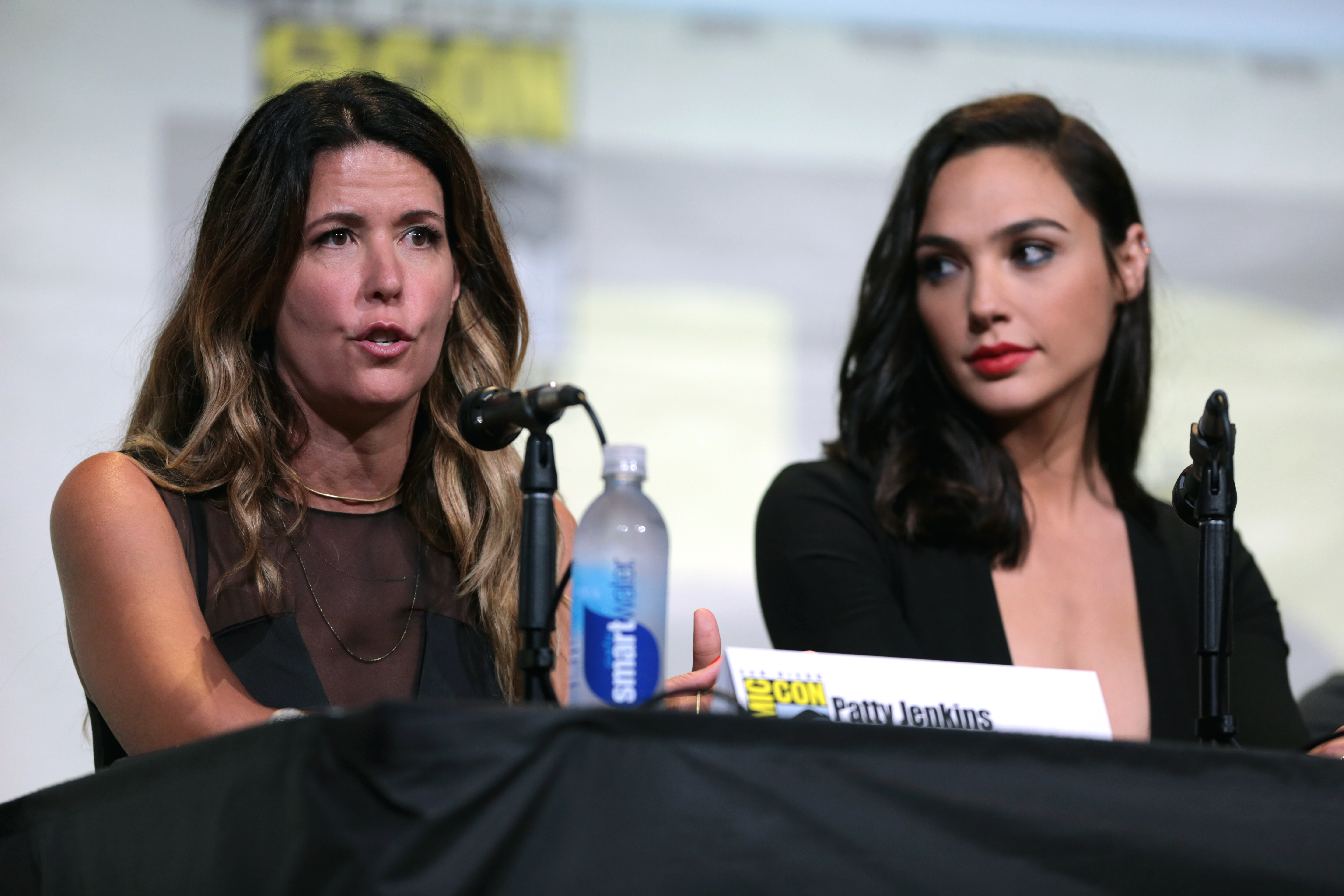
Дженкінс і Ґадот на Comic-Con International, 2016 р.

«Ди́во-жі́нка» (англ. Wonder Woman) — американський супергеройський фільм, заснований на історії однойменного персонажа DC Comics від студії Warner Bros. Pictures, четвертий проєкт в рамках розширеного всесвіту DC. Перші зйомки розпочались у листопаді 2015 року. Прем'єра в Україні відбулася 1 червня 2017 року.

## Сюжет
У наші дні, в Парижі, Діана Принц, оцінниця відділу старожитностей в Луврі, отримує від Брюса Вейна старе фото часів Першої світової війни, де відображена вона та її друзі. Діана дивиться на фото і згадує своє минуле.
Вона народилася і виросла на острові Теміскіра, обителі амазонок. З дитинства Діана мріяла стати воїном, проте її мати, цариця Іпполіта, проти цього. Вона розповідає Діані, що колись давно бог Зевс створив людство, але його син Арес, бог війни, поселив всередині людей темряву і налаштував їх один проти одного. Потім він убив всіх інших богів, зокрема й свого батька. Але перед смертю Зевс залишив амазонкам меч «Вбивця богів», щоб, коли настане час, вони змогли знищити зрадника Ареса. Також вона розповідає Діані історію її походження. Іпполіта повідала доньці, що вона виліпила її з глини, а «Зевс вдихнув у неї життя». Вона ще раз нагадує Діані, що не бажає їй долі воїна. Та погоджується, але, тим не менш, ночами сестра Іпполіти, генерал Антиопа, таємно навчає Діану всім бойовим навичкам амазонок. Коли обман розкривається, розсерджена Іпполіта бере із сестри слово, що та тренуватиме Діану жорсткіше, ніж будь-яку іншу амазонку, бо Арес не зник назавжди і колись повернеться.
Під час тренувань вже доросла Діана показує приголомшливі здібності і перемагає свою тітку, випадково схрестивши свої браслети і створивши величезну ударну хвилю. Амазонки дивляться на неї зі страхом, а Діана в сльозах тікає. Вона бачить, як крізь завісу, що приховує острів, проривається німецький військовий літак і падає в море. Діана рятує пілота і витягує його на берег. Ніколи раніше не бачивши чоловіків, юна принцеса страшенно здивована його потраплянню на острів. Пілота, якого звати Стів Тревор, переслідують німецькі солдати, які також долають завісу острова. На пляжі розпочинається бій, але не всі амазонки можуть вистояти проти сучасної зброї, яка стріляє кулями. На підмогу йдуть Антиопа та Іпполіта. Антиопа закриває собою племінницю і гине, в той час як амазонки вбивають всіх німецьких солдатів. Розлючена Іпполіта хоче стратити Стіва, але Діана встає між ним і матір'ю, кажучи, що він допоміг їм у битві і бився не менш безстрашно, ніж амазонки. Тревора допитують за допомогою Лассо Істини, і він розповідає, що йде глобальний військовий конфлікт, якого ще ніколи не було в світі, а сам він є британським шпигуном у німецькій секретній ставці, де лікарем Ізабель Мару, яку прозвали «лікар Отрута», і генералом Людендорфом ведуться розробки отруйного газу, здатного знищувати людей тисячами. Стів краде лабораторний журнал Мару і намагається втекти, але його літак підбивають; так, власне, він і опиняється на острові. Діана розуміє, що за цією війною стоїть Арес, і має намір повернутися разом з Тревором, щоб покласти їй край. Іпполіта проти, кажучи доньці, що її розповіді були лише легендами, але дівчина непохитна. Вночі вона краде зі скарбниці «Вбивцю богів», щит, Лассо Істини і обладунки. При спробі втечі з острова їх наздоганяють амазонки та Іпполіта, яка все ж неохоче, але відпускає доньку, даруючи їй наостанок діадему Антиопи і попереджаючи про небезпеку поза Теміскірою.
Діана і Стів допливають до Лондона, де вище військове керівництво веде переговори про перемир'я з Німеччиною і ніхто не звертає уваги на дані, добуті Тревором. Стів вважає, що німці все одно використовують газ, незважаючи на перемир'я. Діана і Тревор мають намір проявити особисту ініціативу і збирають загін, до якого разом з ними входять шпигун Самір, стрілець Чарлі і контрабандист «Вождь». Раптово їм надає підтримку сер Патрік Морган, один із затятих прихильників перемир'я.
Команда перетинає Західний фронт в Бельгії. Солдати в окопах довгий час стримують німецькі сили. Діана самотужки виходить проти ворога і бере вогонь на себе. Підбадьорені подвигом дівчини, союзні сили йдуть в атаку і звільняють село. Після невеликих урочистостей Діана і Стів разом проводять ніч.
Команда дізнається, що Людендорф буде на званому прийомі в за́мку, що знаходиться неподалік. Загін вирішує розділитися — Стів і Самір під прикриттям проникнуть у за́мок, а решта прикриють їх відхід. Діана, вважаючи Аресом Людендорфа, не підкоряється і також потрапляє на прийом до за́мку, де намагається його вбити, але її зупиняє Тревор, так як це розсекретить їх і зірве усю справу. Новий газ, створений Мару, випробовують на селі, яке раніше було звільнено. Діана поспішає туди і бачить, що все населення села загинуло. Діана у гніві та горі звинувачує Стіва, кажучи, що Арес поневолив розум не тільки німців, а і його теж. Вона переслідує Людендорфа до військової бази, на якій бомбами з газом вже завантажили величезний бомбардувальник, курс якого — Лондон. Діана б'ється з генералом і вбиває його. Не розуміючи, чому війна не припиняється з його смертю, вона раптом бачить сера Патріка. Він в свою чергу розкриває їй, що Арес це він. Він розповідає Діані, що він по суті нічого і не робив з людьми, лише потайки нашіптував і підказував їм ідеї, а саме рішення розв'язати війну належить людству. Він апелює до того, що навіть намагався переконати їх укласти перемир'я, але люди самі усвідомлено продовжують воювати і знищувати один одного. Бажаючи стерти все живе з лиця землі щоб позбавити світ від таких не ідеальних істот, як люди, Арес закликає Діану приєднатися до нього. Він розповідає їй, що насправді «Вбивця богів» зовсім не меч, а вона сама, останнє творіння Зевса, здатне вбити його. Зав'язується бій, в якому Арес поступово бере гору. Стів Тревор розуміє, що єдиним вірним рішенням буде знищити літак з газом на досить безпечній відстані. Він викрадає літак і жертвує собою, знищуючи його в повітрі. Натхненна вчинком коханого та його останніми словами, Діана закликає всю свою міць напівбога і знищує Ареса. Після повернення до Лондона всі святкують закінчення війни, а Діана сумує за Стівом.
Знову наші дні. Діана пише електронного листа Брюсу Вейну зі словами подяки за повернення фото і каже, що вона залишиться, очевидно, натякаючи на згоду залишитися в команді Ліги справедливості. В кінці фільму Діана у вбранні Диво-жінки знову поспішає допомагати людям, як і сто років тому.

## У ролях
| Актор         | Роль                        |
| ------------- | --------------------------- |
| Галь Гадот    | Діана / Диво-жінка          |
| Кріс Пайн     | Стів Тревор                 |
| Конні Нільсен | Іполіта                     |
| Робін Райт    | Антіопа                     |
| Денні Г'юстон | Еріх Людендорф              |
| Девід Тьюліс  | Сер Патрік Морган / Арес    |
| Люсі Девіс    | Етта Кенді                  |
| Юен Бремнер   | Чарлі                       |
| Елена Аная    | Ізабель Мару                |
| Саїд Тагмауї  | Самір                       |
| Рейчел Пікап  | Фауста Ґраблз               |
| Лілі Аспель   | Діана (у дитинстві)         |
| Емілі Кері    | Діана (у підлітковому віці) |

## Український дубляж
Дубляж виконано студією Postmodern на замовлення Kinomania.
- Переклад — Олег Колесніков
- Режисер дубляжу — Ганна Пащенко
- Звукорежисер — Олександр Мостовенко
- Ролі дублювали:
  - Наталя Романько-Кисельова — Діана / Диво-жінка
  - Іван Розін — Стів Тревор
  - Ольга Радчук — Іпполіта
  - Олег Лепенець — Сер Патрік Морган / Арес
  - А також: Ярослав Чорненький, Володимир Терещук, Володимир Кокотунов, Олена Узлюк, Лариса Руснак, Катерина Качан, Володимир Паляниця та інші[2].

## Зйомки
Виробництво почалося 21 листопада 2015 року під робочою назвою «Соловей». Зйомки проходили у Ловер Галстоу, Кент, Будинку Австралії, Сассі ді Матера, Кастель-дель-Монте і Камерота. Виробництво у Лондоні завершилося 13 березня 2016 року. 20 березня 2016 року розпочалися зйомки в Італії. Наприкінці квітня відбулися зйомки у музеї у Франції. Виробництво закінчилося 9 травня 2016 року. Додаткові зйомки відбулися в листопаді 2016 року, коли Ґадот була на п'ятому місяці вагітності. Її живіт було покрито зеленим екраном, щоб усунути ознаки вагітності на етапі пост-продакшину.

## Касові збори
Станом на 16 липня 2017 року «Диво-жінка» зібрала 380,7 мільйона доларів у США та Канаді та 384,2 мільйона доларів на інших територіях, що у сумі становить 764,9 млн $ при бюджеті 149 млн $.

### Північна Америка
Фільм стартував у п'ятницю, 2 червня 2017 року, на 4 165 екранах і заробив 38,7 млн $ у день прем'єри, у тому числі 3,7 млн $ в IMAX. Це найкращі збори за один день для фільму, знятого жінкою (до цього найбільший результат, 35,9 млн $, належав «Сутінкам» режисерки Кетрін Гардвік), а також найкращі касові збори стартового дня серед екранізацій коміксів із головним персонажем-жінкою (випереджаючи результат у 7 млн $ «Привида у броні»). 11 млн $ (1,5 млн $ на IMAX-екранах), зароблені на попередніх переглядах у четвер, перевищили рекорд фільму «П'ятдесят відтінків сірого» у найкращому старті фільмів із режисером жінкою.
Заробивши 103,3 млн $ у прем'єрний вікенд, фільм побив безліч рекордів: найбільші прем'єрні збори серед жінок-режисерів (перевершуючи рекорд «П'ятдесят відтінків сірого» знятий Сем Тейлор-Джонсон), найбільший реліз DC Comics без участі Бетмена або Супермена (перевершивши «Константина»), шостий найбільший супергеройський дебют (не сиквел) на екрані, як і шостий найбільший дебют червневих вихідних. Близько 9 % (9 млн $) від заробленого за прем'єрний вікенд надійшло з IMAX-показів у 343 театрах. На другому тижні фільм досяг 58,5 млн $, знову очоливши бокс-офіс. Фільм показав падіння на 43,3 % протягом другого тижня прокату, що краще ніж середні падіння на 50-60 %, звичні для супергеройських фільмів, і є кращим другим вікендом, ніж у фільмів «Бетмен проти Супермена» (51,3 млн $) і «Загін самогубців» (43,5 млн $). На третій вікенд збори стрічки досягли 40,8 млн $, поступившись лідерством «Тачкам 3» (53,5 млн $). Результат за третій вікенд став другим найкращим для студії Warner Bros., майже вдвічі більшим, ніж збори «Бетмена проти Супермена» (23,3 млн $), «Загону самогубців» (20,9 млн $) та «Людини зі сталі» (20,7 млн $) на кінець третіх вихідних. «Диво-жінка» заробила 24,9 млн $ і 15,7 млн $ станом на кінець четвертого та п'ятого вікенду відповідно, з падінням лише на 39 % і 36 %, попри вихід у прокат конкурентів: «Трансформери: Останній лицар» і «Нікчемний Я 3». Зрештою, «Диво-жінка» стала найкасовішим фільмом знятим жінкою, побивши рекорд мюзиклу «Мамма Міа!».

### У світі
Світовий прокат почався в один день із США на 55 ринках (72 % загального ринку), і за прогнозами мав стартувати у межах 92-118 млн $. Прем'єрні збори сягнули 125 млн $, включно з 38 млн $ у Китаї, 8,5 млн $ у Кореї, 8,4 млн $ у Мексиці, 8,3 млн $ у Бразилії та 7,5 млн $ у Великій Британії. Другий тиждень прокату приніс фільму ще 60 млн $ з найвищими показниками у Франції, Великій Британії, Австралії та Бразилії. Найприбутковішими ринками для «Диво-жінка» за межами Північної Америки стали Китай (88 млн $), Бразилія (27 млн $), Велика Британія (23 млн $) та Австралія (20 млн $). Крайнім релізом стане прем'єра на японському ринку у серпні.

### В Україні
В українському прокаті стрічка не показала рекордних результатів, жодного разу не посівши першого місця. У прем'єрний вікенд «Диво-жінка» поступилася першістю «Піратам Карибського моря» та «Рятувальникам Малібу», заробивши на 298 екранах включно з допрем'єрними показами 342 550 $ (9 003 067 ₴). Другий вікенд ознаменувався падінням на 58 % та поповненням на 143 424 $ (3 748 026 ₴). За третій і четвертий вікенд фільм заробив 60 501 $ і 10 251 $ відповідно. За місяць перебування в українських кінотеатрах «Диво-жінка» спромоглася заробити всього 21 млн ₴. Сумарними зборами в Україні, які становлять 824 831 $, фільм значно поступається попереднім кінокоміксам розширеного всесвіту DC: «Бетмен проти Супермена» заробив 1 279 073 $, «Загін самогубців» — 2 916 352 $.

## Критика

### Критика уСША
«Диво-жінка» отримала переважно позитивні відгуки. Критики високо оцінили режисерську роботу Дженкінс, а також акторську гру та хімію між Ґадот та Пайном. На агрегаторі відгуків Rotten Tomatoes, фільм має рейтинг 92 % на основі 318 рецензій і середню оцінку 7,5/10. У консенсусі сайту зазначено: «Захоплива, серйозна і сповнена харизматичної гри Галь Гадот, „Диво-жінка“ досягає успіху в ефектний спосіб». На сайті Metacritic фільм має оцінку 76 зі 100, на основі 50 відгуків критиків. Аудиторія, опитана CinemaScore, оцінила фільм на середній бал «A».

### Критика в Україні
Українські оглядачі в основному розділили захват американських видань. "Нарешті Warner Bros. примудрилися грамотно підійти до створення кінокоміксу. Там, де провалилися попередні картини кіновсесвіту DC, «Диво-жінка» елегантно розправляється з недугами франшизи: зайвою серйозністю, похмурістю і недолугим продюсуванням. Несподівано, але екранізації DC можуть бути веселими, яскравими, при цьому — актуальними і розумними в своїх ідеях, " — зазначено в рецензії українського сайту Vertigo. Попри позитивний відгук (підсумкова оцінка — 4/5), рецензент розкритикував третій акт картини: «Перегнувши з пафосом і наївністю, „Диво-жінка“ все-таки оголила проблеми кіновсесвіту DC. Третій акт звалюється в кашу з надмірним використанням CGI і зовсім уже безглуздими діалогами». Українське інтернет-видання Moviegram відзначає роботу режисерки фільму та феміністичні послання: «Дженкінс майстерно обігрує парадокс: вперше зіткнутись із нерівністю Діані доводиться саме в мікрокосмі сестер по зброї — бо ж іноді біля витоків нерівності не інша стать, а більші можливості. (…) Режисерка неабияк акцентує на дещо інвертованій історії кохання персонажів Галь Гадот і Кріса Пайна. (…) У якийсь момент глядач взагалі може почуватися нокаутованим розмаїттям маніфестних заяв».

## Скандали

### Пахви Галь Гадот
Після виходу першого трейлеру, деякі шанувальники персонажу Діани не погодилися з надто блідим виглядом пахв Гадот. На їх думку, пахвові ямки були навмисно відретушовані цифровим способом.

### Інцидент вОстіні
Кінотеатр Alamo Drafthouse в Остіні заборонив показ фільму для чоловіків, позначивши його як «тільки для жіночого перегляду». Реакцією на заборону стали заклики до бойкоту фільму.

### Міжнародні скандали
У арабських країнах Лівані, Алжирі і Тунісі заборонили фільм «Диво-жінка», оскільки акторка Галь Гадот, яка грає головну героїню цього фільму є єврейкою, громадянкою Ізраїлю та солдаткою ЦАХАЛу, що захищала свою країну від арабських терористів з ХАМАСу і Палестини. Цікаво що попередній фільм «Бетмен проти Супермена: На зорі справедливості» за участі Галі Гадот не заборонений у згаданих країнах.